# Olesja Krasnomovec
Olesja Aleksandrovna Krasnomovec-Forševa (in russo Олеся Александровна Красномовец-форшева?; Nižnij Tagil, 8 luglio 1979) è una velocista russa, specializzata nei 400 metri piani.

## Record nazionali

### Seniores
- Staffetta 4×400 metri indoor: 3'23"37 ( Glasgow, 28 gennaio 2006)  (Julija Guščina, Ol'ga Kotljarova, Ol'ga Zajceva, Olesja Krasnomovec)

## Palmarès
| Anno | Manifestazione  | Sede     | Evento      | Risultato | Prestazione | Note                          |
| ---- | --------------- | -------- | ----------- | --------- | ----------- | ----------------------------- |
| 2004 | Mondiali indoor | Budapest | 400 m piani | Argento   | 50"65       | Miglior prestazione personale |
| 2004 | Mondiali indoor | Budapest | 4×400 m     | Oro       | 3'23"88     | Record mondiale               |
| 2004 | Giochi olimpici | Atene    | 4×400 m     | Argento   | 3'20"16     |                               |
| 2005 | Mondiali        | Helsinki | 4×400 m     | Oro       | 3'20"95     |                               |
| 2006 | Mondiali indoor | Mosca    | 400 m piani | Oro       | 50"04       | Record dei campionati         |
| 2006 | Mondiali indoor | Mosca    | 4×400 m     | Oro       | 3'24"91     |                               |
| 2011 | Europei indoor  | Parigi   | 400 m piani | Argento   | 51"80       |                               |
| 2011 | Europei indoor  | Parigi   | 4×400 m     | Oro       | 3'29"34     |                               |